# Norte de Santander
Norte de Santander é um dos 32 departamentos da Colômbia. Ele está localizado no nordeste do país, na fronteira com a Venezuela. É parte da região andina. Possui 40 municípios agrupados em seis sub-regiões, duas províncias e uma região metropolitana. Sua capital é a cidade de Cúcuta.
O departamento possui uma área de 21.648 km² (em termos de extensão, é semelhante à área de El Salvador e Eslovénia) e uma densidade de 66,8 habitantes/km. Faz limites a norte e a leste com a Venezuela, ao sul com os departamentos de Boyacá e Santander, e a oeste com Santander e Cesar. Por causa de seus recursos naturais e sua localização geográfica, tornou-se um centro econômico e comercial do país.
Norte de Santander deu ao país várias personalidades colombianas, incluindo Francisco de Paula Santander (precursor da independência), Camilo Daza (precursor da aviação colombiana), Virgilio Barco Vargas (ex-presidente da República) e José Eusebio Caro (importante escritor e fundador do Partido Conservador), além de Rafael Garcia Herreros (fundador do Minuto de Deus) e Fabiola Zuluaga (a melhor tenista do país).

## Geografia
Norte de Santander tem uma geografia variada, que consiste em montanhas, desertos, planaltos, planícies e colinas, com os municípios possuindo alturas variadas, o que o torna extremamente rico em paisagens e climas. Todo o seu território possui rios e lagos. Ele está localizado na região nordeste da Colômbia, sobre o cume oriental. Limitado a norte e a leste com a Venezuela, ao sul de departamentos de Boyacá e Santander, e a oeste novamente com Santander e Cesar.

## Municípios
1. Abrego
2. Arboledas
3. Bochalema
4. Bucarasica
5. Cáchira
6. Cácota
7. Chinácota
8. Chitagá
9. Convención
10. Cúcuta
11. Cucutilla
12. Duranía
13. El Carmem
14. El Tarra
15. El Zulia
16. Gramalote
17. Hacarí
18. Herrán
19. La Esperanza
20. La Playa
21. Labateca
22. Los Patios
23. Lourdes
24. Mutiscua
25. Ocaña
26. Pamplona
27. Pamplonita
28. Puerto Santander
29. Ragonvalia
30. Salazar de las Palmas
31. San Calixto
32. San Cayetano
33. Santiago
34. Sardinata
35. Silos
36. Teorama
37. Tibú
38. Toledo
39. Villa Caro
40. Villa Rosario

## Etnias
| Cor/Raça           | Porcentagem |
| ------------------ | ----------- |
| Mestiços e Brancos | 97,53%      |
| Afro-colombianos   | 1,85%       |
| Indígenas          | 0.60%       |
| Ciganos            | 0,02%       |